# Schwarza (Saale)
Die Schwarza ist ein etwa 53 Kilometer langer, linker Zufluss der Saale in Thüringen in Deutschland. Sie war die Flusslandschaft des Jahres 2006/2007.

## Quelle
Der Fluss entspringt in der Nähe von Scheibe-Alsbach, 250 Meter nordwestlich des Rennsteiges, in einer Höhe von 717 m ü. NN.
Das Wasser der Schwarzaquelle steigt aus großer Tiefe an einer Bruchspalte zwischen Buntsandstein und Schiefer mit einer konstanten Temperatur von 6 Grad Celsius ans Tageslicht. Sie wurde im Jahre 1855 eingefasst.

## Verlauf
Eingebettet in eine abwechslungsreiche Mittelgebirgslandschaft fließt die Schwarza von ihrer Quelle durch enge Schluchten und weite Täler bis zur Mündung in die Saale im Rudolstädter Ortsteil Schwarza.
In ihrem Flusslauf nimmt die Schwarza 57 Zuflüsse auf, von denen Lichte, Sorbitz, Werre und Rinne die wasserreichsten sind. Eine geologische Besonderheit sind ihre Strudeltöpfe (Kolke) im unteren Schwarzatal. Die Schwarza ist zudem der goldreichste Fluss in Deutschland.
In der Talsperre Scheibe-Alsbach und in dem Unterbecken des Pumpspeicherwerkes Goldisthal wird die Schwarza aufgestaut.

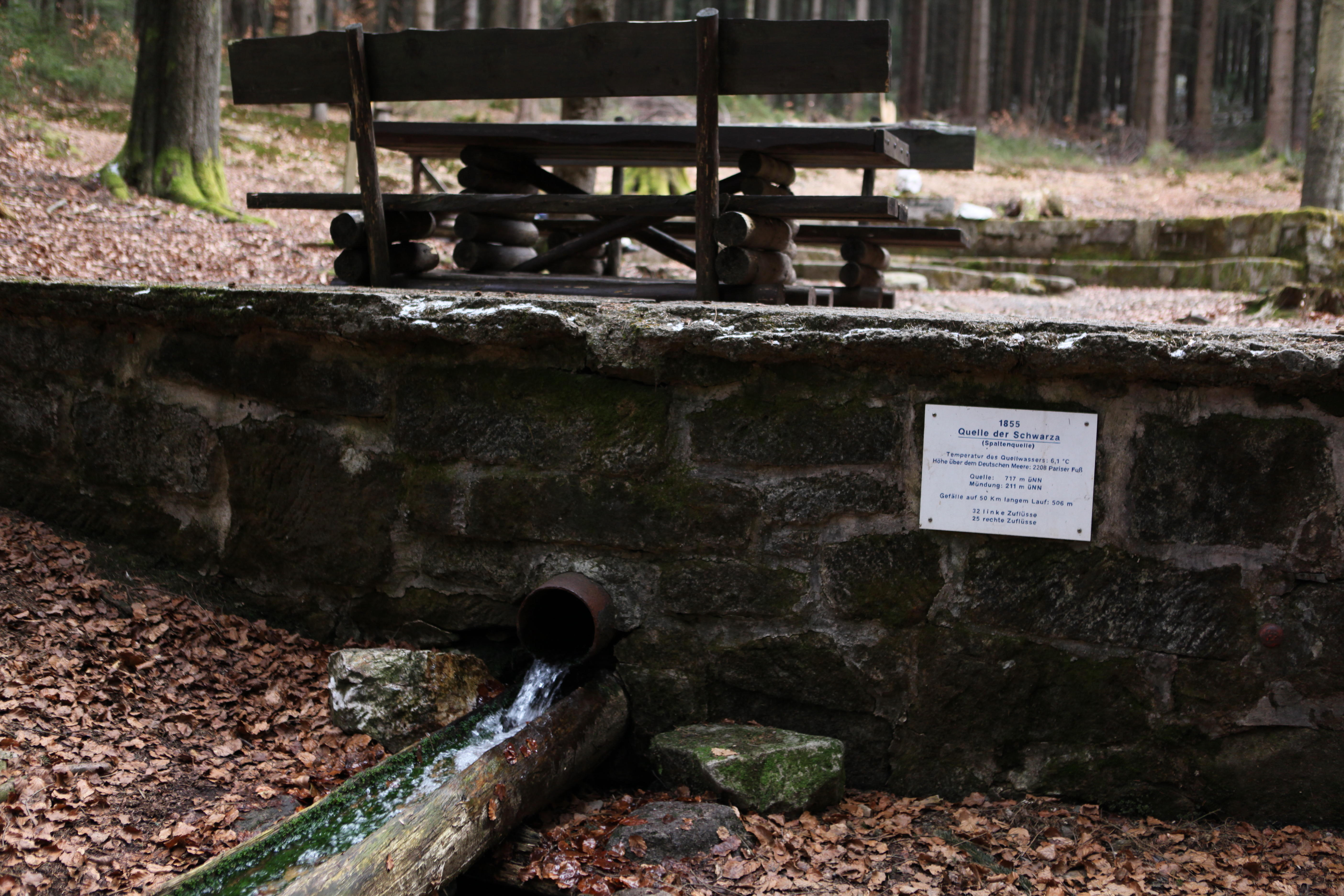
Quelle bei Scheibe-Alsbach
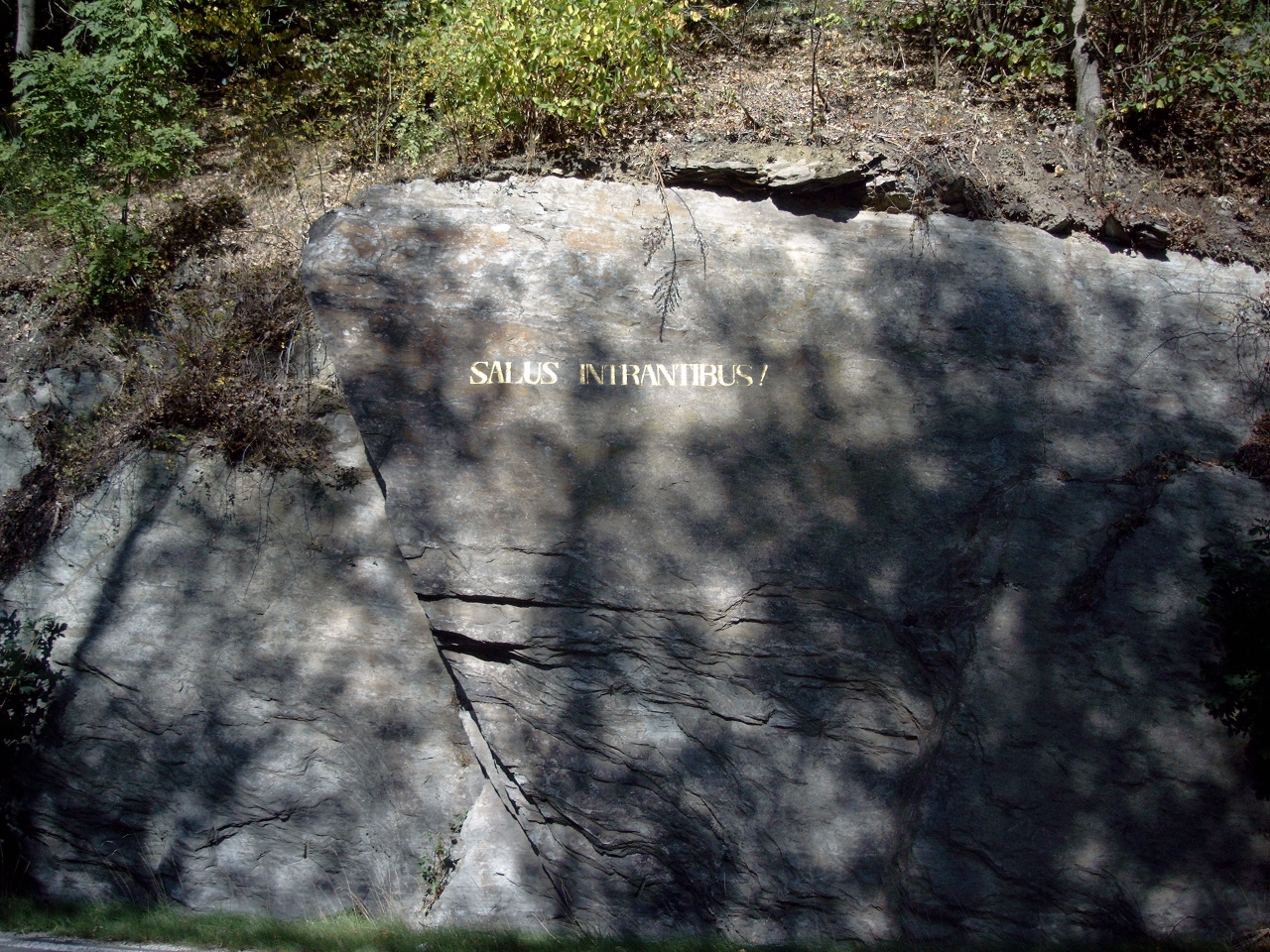
Salus Intrantibus! - Der Willkommensgruß am Eingang zum Schwarzatal bei Bad Blankenburg
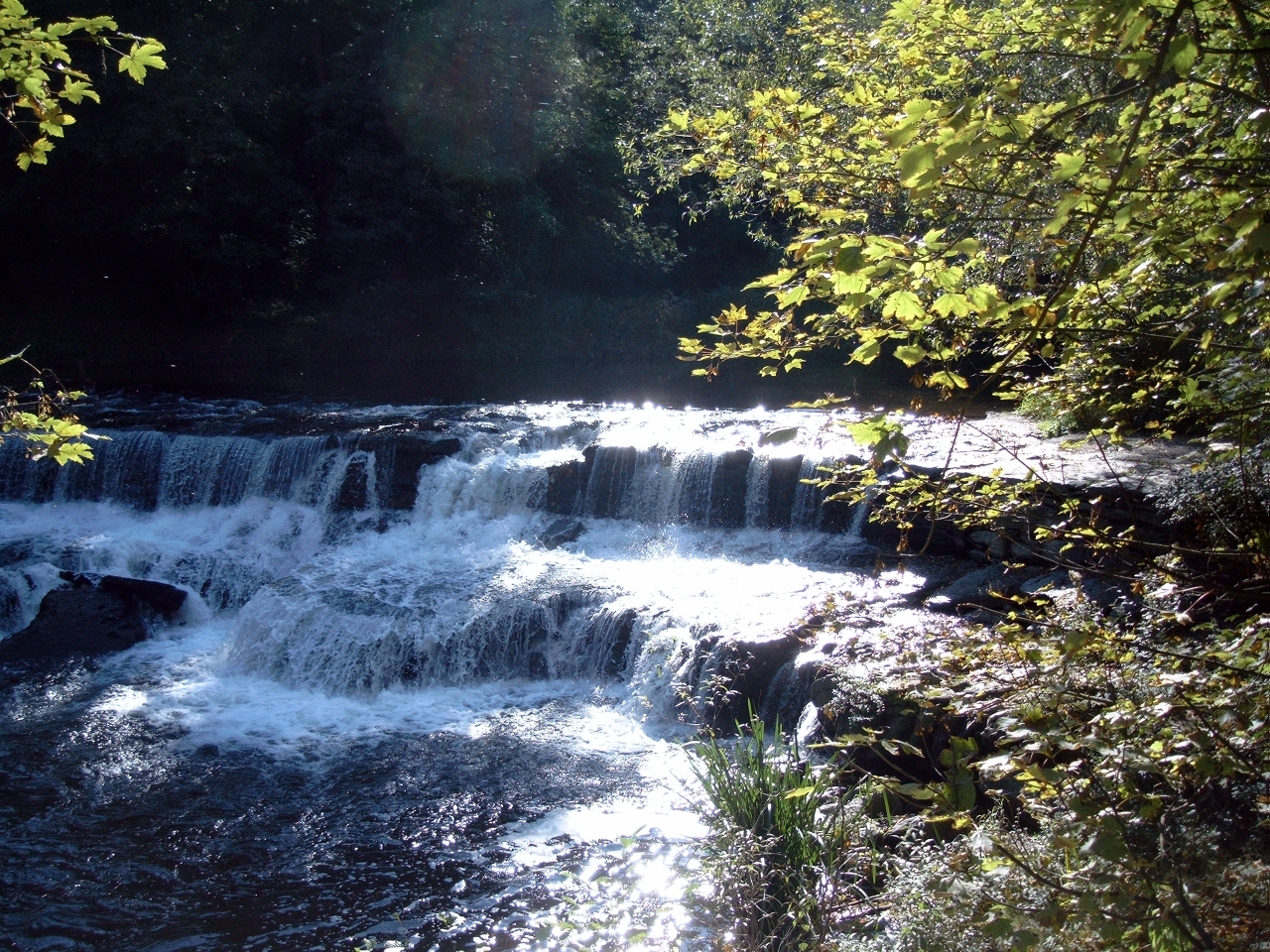
Denkmalgeschütztes Chrysopras-Wehr im Schwarzatal, Bad Blankenburg

## Namensgebung
Ihren Namen hat die Schwarza (schwarzer Fluss) von der schwarzbraunen Farbe ihres dunklen Bodengrundes im Oberlauf oder durch die Beschattung ihrer Ufer durch die ursprünglich sehr dichte und fast undurchdringliche Vegetation im engen Schwarzatal. Vom Fluss wurde wiederum der Name der Schwarzburg und des zugehörigen Adelsgeschlechtes abgeleitet.

## Wirtschaft
Eine nachhaltige Besiedlung des Schwarzagebietes erfolgte relativ spät und beruhte zunächst auf der Suche nach Erzlagerstätten. An den Ufern der Schwarza gab es in früheren Zeiten Bergbau und eine bedeutende Eisenverarbeitung. Gold, Silber und Kupfer waren begehrte Metalle, welche im Bergbau und in Seifenwerken gewonnen wurden. Viele Mühlen, Pochwerke, Eisen- und Blechhämmer waren in Betrieb.
Neben dem Bergbau wurde dem Holzreichtum Beachtung geschenkt. Die Harzer und Pecher lebten von der Harzgewinnung und der Pechsiederei, und in Sägewerken wurden Tannen, Fichten, Buchen und Eichen zu Balken, Bohlen und Brettern geschnitten. Daneben gab es auch eine Vielzahl von Schachtelmachern und Schindelspaltern. Der Wald ernährte auch Vogelsteller, Kustelsteiger und Zapfenpflücker, die Holzfuhrleute und Flößer. Hirten und Schäfer weideten ihre Herden auf den freigerodeten Flächen und Wiesen, während die Viehhalter auf die Waldweide angewiesen waren. Zahlreiche Kohlenmeiler und Glashütten sind noch im Gelände nachweisbar. Der letzte Meiler im Schwarzatal wurde noch um 1950 an der Pocherbrücke unterhalb von Sitzendorf betrieben. Seit dem späten 18. Jahrhundert wurde mit der Einführung erster Porzellanmanufakturen ein wichtiger Erwerbszweig für das Schwarzatal gefunden.
Der Tourismus stützt sich neben den Naturschönheiten des Tales auch auf die hier vorhandenen technischen Sehenswürdigkeiten (Oberweißbacher Bergbahn, Schwarzatalbahn).

## Besonderheiten

### Naturschutz
Das untere Schwarzatal gilt als eines der schönsten Flusstäler des Thüringer Waldes bzw. des Thüringer Schiefergebirges. Der noch naturnahe Lebensraum weist zahlreiche Steilhangabschnitte auf und hat seinen Wildbach-Charakter bewahrt. Im kühlfeuchten Schluchtwald findet man zahlreiche seltene Tiere und Pflanzen (Eisvogel, Wasseramsel).

### Hydrologie

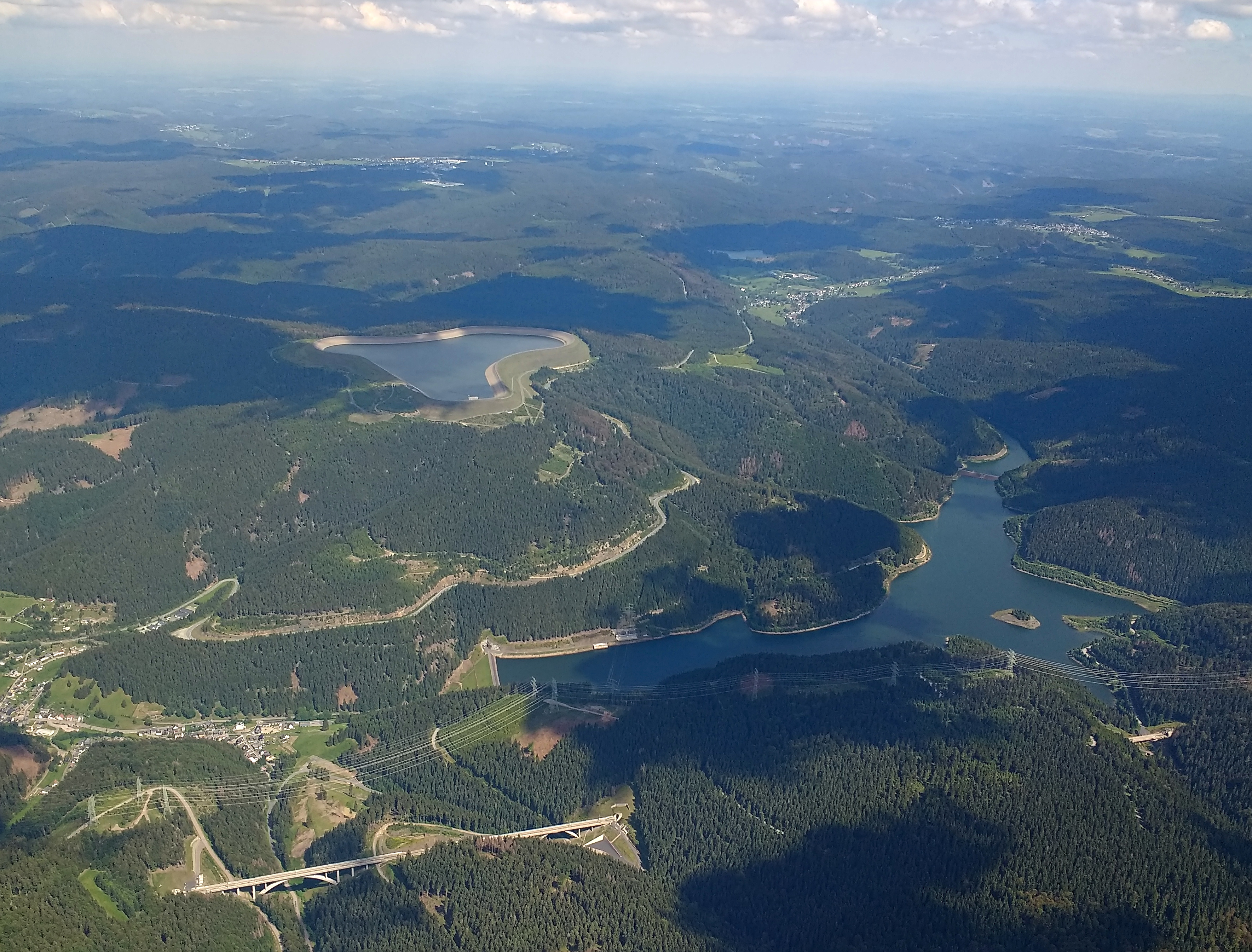
Ober- und Unterbecken des Pumpspeicherkraftwerks

Im Oberlauf der Schwarza und der Lichte wurden zwei Wasserbau-Großprojekte errichtet: Das Pumpspeicherwerk Goldisthal befindet sich im Hauptlauf der Schwarza, die Trinkwassertalsperre Leibis-Lichte im Lauf des Zuflusses Lichte.

### Das Schwarzagold
Das Gold wurde im Fluss selbst oder auf den drei angrenzenden diluvialen Flussterrassen (bei Sitzendorf) - die erste bei rund 30 Meter, die zweite bei etwa 60 Meter und die dritte bei circa 120 Meter über der auf etwa 300 m ü. NN liegenden Talaue der Schwarza – aus dem Kies herausgewaschen. Der bergmännische Abbau der Golderze aus den Quarzgängen im anstehenden Fels des Schwarzatales erfolgte nur selten, da sich die Anlage von Stollen und Gruben in dem harten Gestein als sehr kostspielig erwies und abbauwürdige Erzgänge nicht in großer Zahl entdeckt wurden. In der Blütezeit der Goldgewinnung, die im 16. Jahrhundert lag, soll sich der Gesamtertrag auf vier Tonnen reines Gold belaufen haben. Das Schwarzatal konnte, betrachtet man den Goldgehalt pro Tonne Abraum, durchaus mit den Goldfeldern Südafrikas mithalten. Aus dem Gold der Schwarza wurden sogenannte Flussgolddukaten geprägt, die jedoch den sonst üblichen Hinweis auf das Flussgold nicht haben.